# Saponé (Togo)
Pour les articles homonymes, voir Saponé.
Saponé est un village de la préfecture de Bassar, dans la région de la Kara au Togo.

## Géographie
Saponé est situé à environ 63 km de Bassar.

## Démographie
La population est formée majoritairement par l'ethnie Moba.

## Lieux publics
- École primaire